# Albert Willm
Pour les articles homonymes, voir Willm.
Albert Willm, né le 24 novembre 1868 à Brest (Finistère) et mort le 29 juillet 1944 à Paris, est un avocat, journaliste et homme politique socialiste français.

## Biographie
Sa famille est d'origine alsacienne (son père, Charles Willm, un ouvrier, est né à Barr (Haut-Rhin) en 1836) qui a quitté l'Alsace après l'annexion par l'Allemagne consécutive à la guerre de 1870 et s'est installé à Brest.
Après des études à Brest (lycée, puis études de droit), Albert Willm milite très jeune dans les milieux socialistes et des sociétés de bienfaisance locaux et commence à écrire très jeune des articles pour des publications locales comme Le Petit Breton, Le Petit Brestois, Le Travailleur du Finistère. Parti à Paris, où il achève ses études de droit, puis s'inscrit au barreau de Paris, il adhère en 1896 au Parti ouvrier socialiste révolutionnaire (POSR) et commence à collaborer à divers journaux parisiens comme le Petit bleu, le Soir, le Socialiste, L'Humanité, le Journal du dimanche, L'Action, etc., tout en commençant un travail d'avocat, se spécialisant dans les procès politiques et d'affaires de presse. Il se maria avec une demoiselle Guillemot.
Albert Willm aurait joué un rôle notable en 1905 dans le choix du nom du Parti Section française de l'Internationale ouvrière (SFIO) :

« L’avocat Albert Willm, du Parti socialiste ouvrier révolutionnaire (PSOR [sic, en fait POSR]), aurait alors voulu marquer la préoccupation ouvriériste du courant allemaniste et obtenu l’adjonction d’ ouvrière. Là se trouve l’explication de la présence incongrue de l’expression Internationale ouvrière alors qu'à l’époque tous les textes officiels traduits en français se réfèrent aux décisions de l’Internationale socialiste. »

Le 6 mai 1906, il est élu député de la 4e circonscription de la Seine (Saint-Denis) et il s'inscrit au groupe socialiste. Il est réélu le 24 avril 1910. En 1914, se présentant cette fois dans la 5e circonscription de la Seine, il est battu au second tour de scrutin par Jean Émile Bon, lui aussi socialiste.

« Le député sortant de la quatrième circonscription de la Seine, celle de l'arrondissement de Saint-Denis, était en effet l'avocat socialiste Albert Willm, qui jouissait d'une forte implantation locale et détestait la contradiction dans son fief. Les mauvaises langues disaient qu'il ne devait ses succès qu'à son assiduité dans les bistrots, où il rencontrait tous les ouvriers. Il était en effet considéré comme un alcoolique notoire. »

Albert Willm fut un parlementaire très actif, prenant fréquemment la parole et rédigeant de nombreux rapports, dénonçant par exemple les spéculations financières en Bourse (en février 1907), les emprunts russes, les exactions en Algérie (mars 1907), défendant des syndicalistes et grévistes, se prononçant contre la peine de mort et défendant en toutes occasions la République.

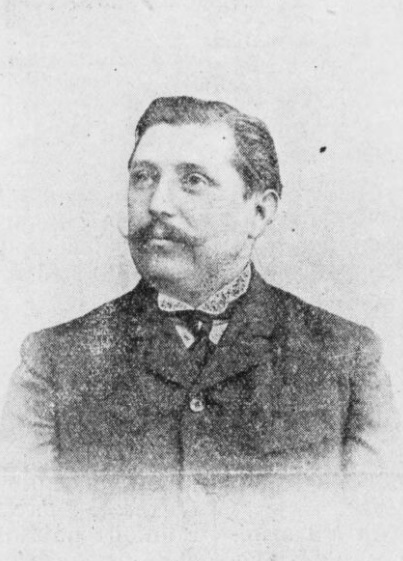
Albert Willm en 1910.

Par amitié pour Gustave Hervé, ancien socialiste révolutionnaire et antimilitariste reconverti dans le nationalisme, et parce qu'il l'approuve, il préside en 1927 le meeting de ce dernier à l'occasion de la présentation de son Parti socialiste national opposé aux partis de gauche marxistes, socialiste et communiste.

## Sources
- « Albert Willm », dans le Dictionnaire des parlementaires français (1889-1940), sous la direction de Jean Jolly, PUF, 1960 [détail de l’édition]
- WILLM Albert dans Le Maitron, par Justinien Raymond